# Очеретное (Тернопольская область)
Очеретное (укр. Очеретне) — село в Вишневецкой поселковой общине Кременецкого района Тернопольской области Украины.
Код КОАТУУ — 6123488602. Население по переписи 2001 года составляло 456 человек.

## Географическое положение
Село Очеретное находится на правом берегу реки Добрынь,
выше по течению на расстоянии в 1,5 км расположено село Старый Алексинец,
ниже по течению на расстоянии в 1,5 км и
на противоположном берегу — село Устечко.

## История
- 1630 год — дата основания как село Свинюхи.
- В 1946 году переименовано в село Очеретное[2].

## Объекты социальной сферы
- Школа I—II ст.
- Клуб.
- Фельдшерско-акушерский пункт.

## Достопримечательности
- Братская могила советских воинов.